# Anton Mayer von Heldenfeld
Anton Mayer von Heldenfeld (Praga, 9 dicembre 1764 – Verona, 2 giugno 1842) è stato un generale austriaco. In particolare, fu attivo durante le guerre rivoluzionarie francesi e le guerre napoleoniche.

## Biografia
Nacque a Praga il 9 dicembre 1764. La sua famiglia venne elevata al rango nobiliare nel 1777, ricevendo il predicato di von Heldenfeld. La tradizione militare era molto radicata nella sua famiglia, tanto che sia suo padre, Johann Mayer von Coburg, e suo fratello, Johann Mayer von Heldenfeld, furono ufficiali dell'esercito austriaco. Fu addestrato presso l'Accademia militare di Wiener Neustadt e una volta completati gli studi si unì al battaglione di fanteria Terzi nel 1783. Le sue ottime conoscenze e competenze gli valsero la promozione a primo tenente dello stato maggiore pochi anni dopo. Partecipò alla guerra austro-turca tra il 1788 e il 1791.
Dopo l'inizio delle ostilità con la Francia, fu inviato a combattere nei Paesi Bassi austriaci nel 1793. Recentemente promosso a capitano, servì frequentemente come capo di stato maggiore per diversi corpi d'armata, come quelli del Principe d'Orange, del generale prussiano von Knobelsdorf o del duca di York. Combatté valorosamente nella battaglie di Famars e Tournai. In occasione dell'assalto alle linee di Wissembourg, nel 1795, venne promosso a maggiore. Dal 1796 fu aggregato all'Armata del Basso Reno sotto il comando dell'arciduca Carlo. Mayer si dimostrò un sottoposto eccellente, specialmente per le sue competenze all'interno dello stato maggiore. Assieme all'arciduca combatté numerose battaglie in Germania, tra cui Wetzlar, Malsch, Neresheim, Amberg e Würzburg. Per quest'ultima, in particolare, venne premiato con il titolo di Cavaliere dell'Ordine militare di Maria Teresa cinque anni più tardi, su iniziativa dello stesso arciduca Carlo, a riconoscimento del coraggio e delle capacità militari dimostrate sotto il comando del tenente maresciallo Sztáray. Quando l'arciduca venne spostato in Italia a fronteggiare Napoleone, richiese che Mayer lo seguisse, nominandolo capo di stato maggiore della propria armata.

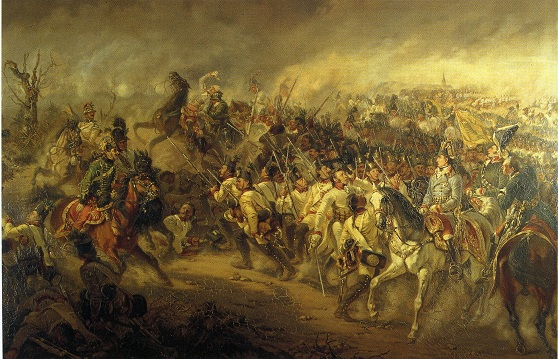
Battaglia di Stockach

Nel 1799 ricoprì questo incarico nel corpo d'armata del feldmaresciallo tenente Sztáray e guidò le operazioni contro Kehl, e fu anche colui che causò la ritirata dei francesi sotto Jourdan dopo la battaglia di Stockach. Svolse un ruolo decisivo anche nel soccorso di Philippsburg, nella battaglia di Mannheim, in occasione della quale fu promosso colonnello su speciale raccomandazione dell'arciduca Carlo. Operò poi nella direzione delle operazioni nel canton Grigioni, dove i francesi erano penetrato subito dopo la ritirata dei russi, ma fu presto respinto. Successivamente, tornò in soccorso di Philippsburg.
Nel 1805, divenne inizialmente quartiermastro generale dell'esercito in Germania, ma nell'ottobre dello stesso anno giunse in Tirolo come capo di stato maggiore per dirigere le operazioni insieme all'esercito in Italia, per l'ennesima volta sotto il comando dell'arciduca Carlo. Nel dicembre venne nominato quartiermastro generale di Sua Maestà l'Imperatore e, dopo la pace di Presburgo, quartiermastro generale dell'esercito. Quando l'arciduca Carlo fu nominato Generalissimo nel 1806, Mayer fu chiamato dall'arciduca a svolgere l'importante lavoro di riorganizzazione dell'esercito. Elaborò un piano per un sistema di fortificazioni nella parte occidentale dell'impero che, sebbene approvato dall'imperatore e dall'arciduca, non fu mai realizzato. Anche alcune delle fortificazioni nella parte orientale dell'impero, come Komárno e Jablůnka, furono un progetto di Mayer.

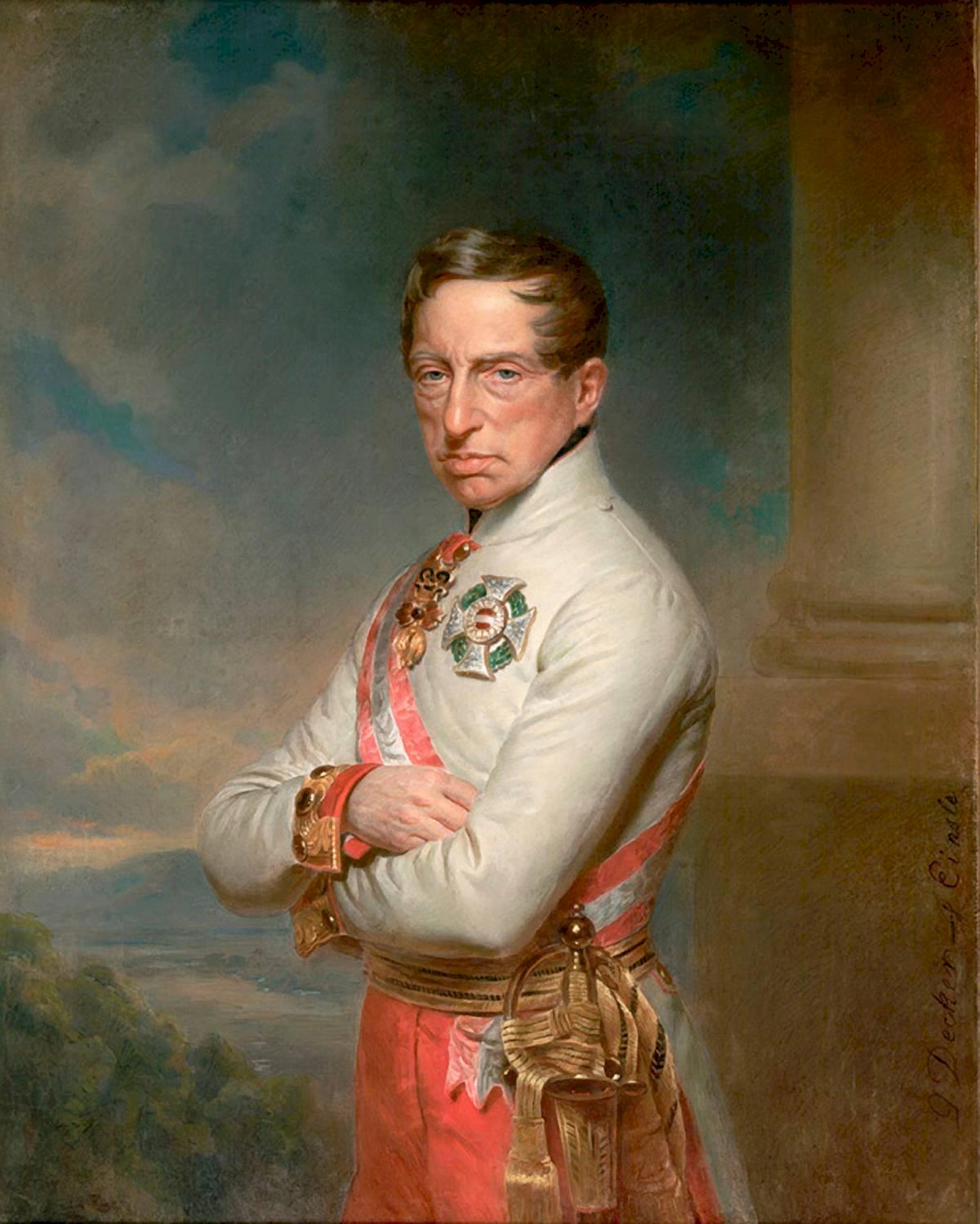
L'arciduca Carlo d'Asburgo-Teschen

Mayer aveva elaborato il piano per la campagna del 1809. Quando il 20 febbraio l'esercito austriaco si mosse dalla Boemia verso la Franconia per portare la guerra nel cuore della Germania, Mayer fu sollevato dall'incarico di quartiermastro generale e inviato a Slavonski Brod, in Slavonia, per assumere il comando della fortezza della città. Al suo arrivo fu promosso tenente feldmaresciallo. Le motivazioni del suo allontanamento sono ancora poco chiare, ma sembra siano dovute a tensioni con altri ufficiali, in particolare il conte Grünne e il maggior generale Wimpffen. I tre ufficiali godevano della piena fiducia dell'arciduca Carlo ed erano stati incaricati di riorganizzare l'esercito austriaco, cosa che fecero magnificamente, ma spesso erano di opinione divergente.
Il gruppo che riuscì a forzarne l'allontanamento era così potente che Mayer rimase comandante della fortezza fino allo scoppio dei grandi combattimenti nel 1813 e solo in quell'anno ricevette il comando di una divisione nel corpo del generale di cavalleria Klenau. Con la sua divisione partecipò alla battaglia di Lipsia. Si unì poi al blocco di Dresda e all'inizio del 1814 si spostò in Italia, dove combatté nella battaglia del Mincio, guidò il blocco di Mantova e Legnago, per poi assumere il comando della fortezza lombarda al termine del conflitto.
Nel febbraio 1836, dopo 53 anni di servizio, Mayer si ritirò dalla vita militare, dopo essere stato promosso a Feldzeugmeister. Morì a Verona nel 1842.